# 8,4-cm-Feldgeschütz Ord 1879

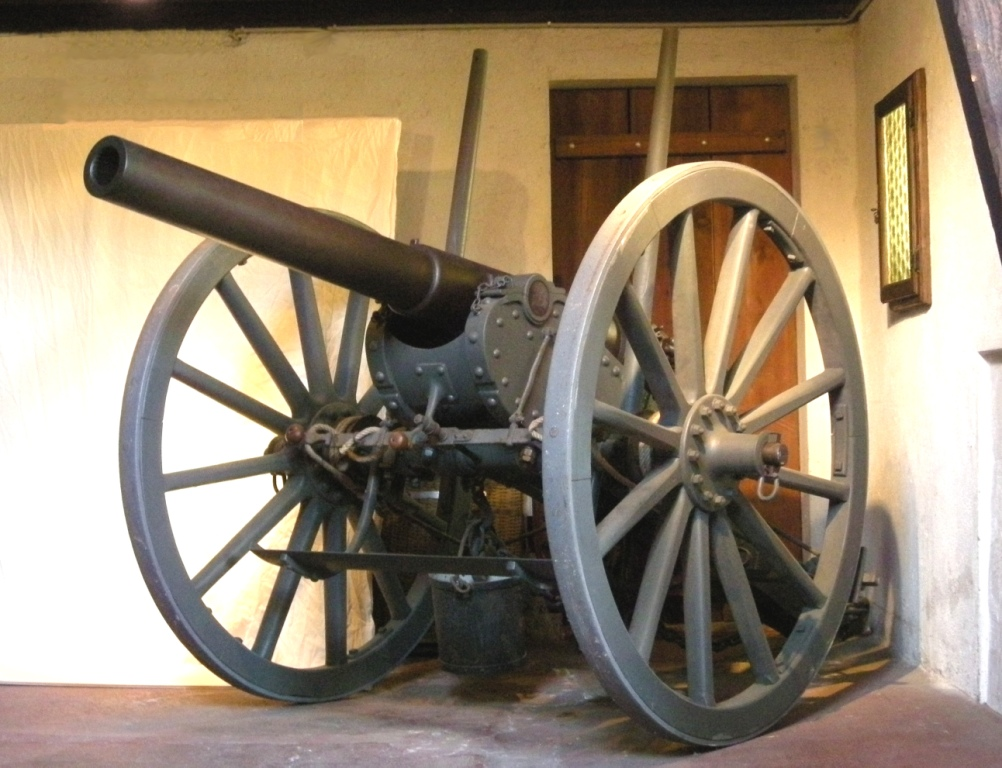
8,4-cm-Feldgeschütz Ord 1879

Das 8,4-cm-Feldgeschütz Ord 1879 ersetzte das 8,4-cm-Feldgeschütz Ord 1871/74. Während dieses noch ein Bronzerohr hatte, war das Rohr aus Stahl. Das Rohr wurde in Deutschland von der Krupp-Gussstahlfabrik in Essen hergestellt. Die Lafette wurde bei der Eidg. Konstruktionswerkstätte in Thun gefertigt. 
Die Waffe war die letzte in der Schweizer Armee verwendete Feldkanone ohne Rohrrücklauf. Abgelöst wurde sie von der auch von Krupp gefertigten 7,5-cm-Kanone 1903 L 30. Die Rohre der Waffe wurden noch bis gegen Ende des Zweiten Weltkrieges in Festungen eingesetzt.

## Evaluation, Geschichte
Der schweizerische Offizier Hans Herzog wurde 1860 vom Schweizer Bundesrat zum Obersten und Chef der eidgenössischen Artillerie ernannt. Er war dort für die Modernisierung dieser Waffe verantwortlich. In seine Zeit fiel auch die Einführung der gezogenen Geschützrohre. Im Deutsch-Französischen Krieg wurde er zum Oberbefehlshaber der Grenztruppen der Schweizer Armee im 1870/71 ernannt. Nach Kriegsende übernahm er erneut seine frühere Stellung als Chef der Artillerie, diesmal wurden unter seiner Leitung die ersten Hinterladergeschütze, darunter auch die 8,4-cm-Feldkanone Ord 1871, ein Geschütz mit Bronzerohr und Flachkeil-Leitwellenverschluss eingeführt. Bereits 1874 wurden bei Krupp jedoch 2 Rohre desselben Kalibers mit massiven Stahlrohren für Versuchszwecke erworben und 1877 löste die vom gleichen Hersteller gebaute 7,5-cm-Gebirgskanone Ord 1877, ein Hinterlader mit einem Stahlrohr die veraltete Gebirgskanone Ord 1864 ab.
Bei diesen noch aus massivem Stahl hergestellten Rohren zeigte sich, dass sie bei gleichem Gewicht stärkere Ladungen verschiessen konnten und sich zudem weniger abnützten als Bronzerohre. Der nächste Schritt war 1878 der Erwerb eines von Krupp hergestellten Ringrohres zu Versuchszwecken. Aufgrund der positiven Rapporte der Artilleriekommission und des Militärdepartementes beschloss der Bundesrat am 24. April 1878, die Feldartillerie zu modernisieren und die Lafetten der 8,4-cm-Feldkanonen Ord 1871 mit von Krupp hergestellten Ringrohren aufzurüsten. Die ersten fünfzehn dieser 8,4-cm-Feldkanonen Ord 1879 wurden 1879 ausgeliefert. Sie wurden auf nicht mehr verwendete Lafetten der 8,4-cm-Feldkanone Ord 1871 aufgesetzt, die Bronzerohre Ord 1871 gingen an die Festungstruppen oder wurden umgegossen.
1882 wurden bei Sulzer für Tests zwei 8,4-cm-Hartbronzerohre bestellt. Da die Versuche positiv verliefen wurde im Januar 1887 beschlossen, 56 dieser Rohre für die neuorganisierte leichte Positionsartillerie zu erwerben. Die Hartbronzerohre (auch Stahlbronze genannt) wurden auf auch zu den anderen 8,4-cm-Rohren passenden Positionslafetten aufgesetzt. Der Verschluss dieser 8,4-cm-Positionskanonen 1887 L 25 entsprach dem der 8,4-cm-Feldkanone Ord 1871, die Schussweite war wegen der höheren Elevation etwas höher. Um den Rückstoss aufzufangen, lief das Geschütz nach dem Schuss auf hinter den Rädern angebrachte ansteigende Führungsschienen auf und rollte zurück in Schussposition.
Bereits nach der Einführung der 7,5-cm-Feldkanone 1903 L 30 wurden Rohre der 8,4-cm-Feldkanone Ord 1879 (1881/93) an die Festungstruppen abgegeben. Im August 1940 wurden 97 Geschütze an die Truppe abgegeben. Am Ende des Zweiten Weltkrieges waren noch 18 im Einsatz.

## Das Geschütz
Das 8,4-cm-Feldgeschütz Ord 1879 (später, Ord 1881/93) wiegt schussbereit 1100 kg. Das bei Krupp gefertigte Geschützrohr, ein Ringrohr, besteht aus dem Innenrohr mit dem Verschlussgehäuse und einer im hinteren Bereich des Rohres aufgeschrumpften Stahlhülse. Am hinteren Rohrende, direkt vor dem quer durch das Rohr durchbrochenen Verschlussgehäuse war ein zusätzlicher Ring aufgeschrumpft. Die aufgeschrumpften Teile dienten dazu, das Rohr bei gleicher Druckbeanspruchung leichter bauen zu können. Rohr und Verschluss wiegen zusammen 425 kg. Die Rohrlänge beträgt aussen 25,6 Kaliber resp. 2150 mm, Innenlänge bis Verschluss 1930 mm, das Rohr hat 24 Züge, Progressivdrall 0 bis 4 Grad. Die Liderung des horizontal eingesetzten einteiligen Leitwellen-Rundkeilverschlusses erfolgt durch einen Broadwellring. Dieser wird beim Schliessen des Verschlusses nach vorne in die sich leicht verjüngende Kammer gedrückt und beim Schuss durch den Innendruck der Gase zusätzlich angepresst, was den Austritt von Verbrennungsgasen vollständig verhindert.
Das Rohr ist mit seinen Schildzapfen auf die stählerne genietete Einholmlafette aufgesetzt. Gesamtlänge des Geschützes 3,5 m, Breite (Achslänge) 1,7 m, Spur 1,4 m. Raddurchmesser 1,44 m. Die Rohrhöhe ab Boden beträgt 1,13 m.

## Einsatz, Transport
Der Einsatz der Waffe erfolgte ab Radlafette, diese erlaubte keine Korrektur der Seitenrichtung. Gerichtet wurde durch seitliche Verschiebung des Lafettenschwanzes. Zu diesem Zweck wurde eine der links und rechts des Rohres aufgesetzten Stangen in eine Hülse am Ende des Lafettenschwanzes eingesetzt. Beim Transport des Geschützes dienten diese als Haltestangen für die zwei aufgestiegenen Soldaten, von denen einer die Bremse bediente. Zur Verstellung der Elevation ist eine Schraube auf der Lafette, am hinteren Laufende angebracht, die mit einer rechts angebrachten Kurbel betätigt wird. Der Elevationsbereich beträgt plus 300 Promille, der Minusbereich ist von der Ladung abhängig.
Ausgelöst wurde der Schuss durch Reibschlagröhren, die in die oben auf dem Verschlussgehäuse angebrachte Verschluss-Blockierschraube eingesetzt wurden. Gezündet wurden diese durch das Ziehen der Leine. Ab 1882 wurde dieses Zündsystem durch das Perkussionssystem System „Gressly“ ersetzt. Bei diesem wurde eine Zündpatrone in einem seitlich am Verschluss angebrachten Schloss (Waffe), dem „Zündmechanismus“ durch Ziehen der Leine gezündet. Ein im Verschluss angebrachter Zündkanal leitete den Funken durch den Verschlussboden ins Rohr. Der Rücklauf des Geschützes betrug bis zehn Meter, durch die Verwendung der Rücklaufbremse System „Lemoine“ konnte er auf vier Meter vermindert werden. Diese wirkte beim Rücklauf über zwei vorgespannte Seile, wurde die Kanone wieder in Position geschoben so löste sie sich.
Die Bedienungsmannschaft bestand aus einem Geschützchef und sechs Mann. Beim Einsatz standen der Richter rechts der Lader, der die Abzugsleine zog links neben dem Rad.
Zum Transport wurde das Geschütz an eine Protze angehängt, diese trägt zwei bis drei Mann, Zubehör und etwas Munition. Gezogen wurde sie von sechs Pferden.
Bei der Festungsartillerie wurde das Rohr auf diverse Festungslafetten aufgesetzt. Da die Elevation des Rohres nicht mehr auf 300 Promille beschränkt war, konnte mit indirektem Feuer und moderner Munition eine Schussweite von bis 7 km erreicht werden. Die vor der Festung auf festgeschraubte Sockellafetten mit Schutzschilden aufgesetzte 8,4-cm-Rohre dienten der Nahabwehr.

## Die Richtmittel
Die Direkt-Zielvorrichtung besteht aus dem rechts auf dem Verschlussgehäuse einsetzbaren Visierträger in Form einer Stange, der in der Höhe von 0 bis 250 Promille verstellt werden kann. Das darauf angebrachte Visier ist seitlich 25 Promille nach links und 20 Promille nach rechts verschiebbar. Das Korn liegt einen Meter vor dem Visier. Beim indirekten Zielen wurde ein Quadrant, ab 1895 der Corrodi-Quadrant verwendet, der auf eine auf dem Verschlussgehäuse parallel zur Laufachse eingefräste Fläche gestellt wurde. Die auf dem Corrodi-Quadrant einstellbaren Winkel gehen vom minus 250 bis plus 550 Promille, was jedoch nicht den möglichen Schusswinkeln des Geschützes entspricht.
Anmerkung betreffend Artilleriepromille: 1870 wurde für die Rohrneigung und horizontale Einstellung von Winkelgrad auf Artilleriepromille übergegangen. Der Vollkreis misst 360 Winkelgrad, respektive 6400 Artilleriepromille.

## Ballistik
Bei der Verwendung von 1400 g Schwarzpulver betrug die Anfangsgeschwindigkeit einer 6,7 kg wiegenden Granate 485 m/s. Gleiche Werte wurden mit einer geringeren Menge von Blättchenpulver Ord. 1893 erreicht. Die Schussweite betrug 5000 m. Auch die Schrapnelle erreichten diese Anfangsgeschwindigkeit, wegen der Abbrenndauer des Zeitzünders lag die Schussweite bei 3400 m, später wurden 4200 m erreicht.

## Verwendete Munition
Anfangs wurde Munition getrennt geladen, nach Einführung der Granate wurde die Treibladung in einem Stoffsack geladen und der Verschluss geschlossen. Daraufhin wurde die Reibschlagröhre eingesetzt, die Waffe war schussbereit. Ab 1882 wurde die Treibladung mit dem „Gressly“-Schloss und einer Zündpatrone gezündet.
Die Feldkanone Ord 1879 verschoss die Ringgranate Ord 1879/82, Gewicht 6,2 kg, Sprengladung 140 g SP No. 4 (Schwarzpulver), Aufschlagzünder. Zur Erhöhung der Splitterwirkung waren 10 Eisenringe in den Granatkörper eingelegt.
Das Schrapnell Ord 1882 wog 6,7 kg. Füllung 150 Hartbleikugeln à 16 g, später 185 Kugeln à 12,5 g, die unten im Geschoss eingefüllte Treibladung betrug 65 g Schwarzpulver No. 2, der Doppelzünder hatte eine Brenndauer 10 s.
1881 wurde auch eine Kartätsche zur Nahabwehr eingeführt. Diese wog 5,7 kg, sie fasste 325 Hartbleikugeln von 15 g. Ab 1890 wurden Einheitskartätschen verwendet, bei denen Geschoss und Ladung zusammengebaut waren.
Die 1933 eingeführte Spitzgranate mit Momentanzünder der Festungsartillerie wog 6,9 kg, war mit 922 g Trotyl geladen, sie hatte eine Reichweite von 7000 m.

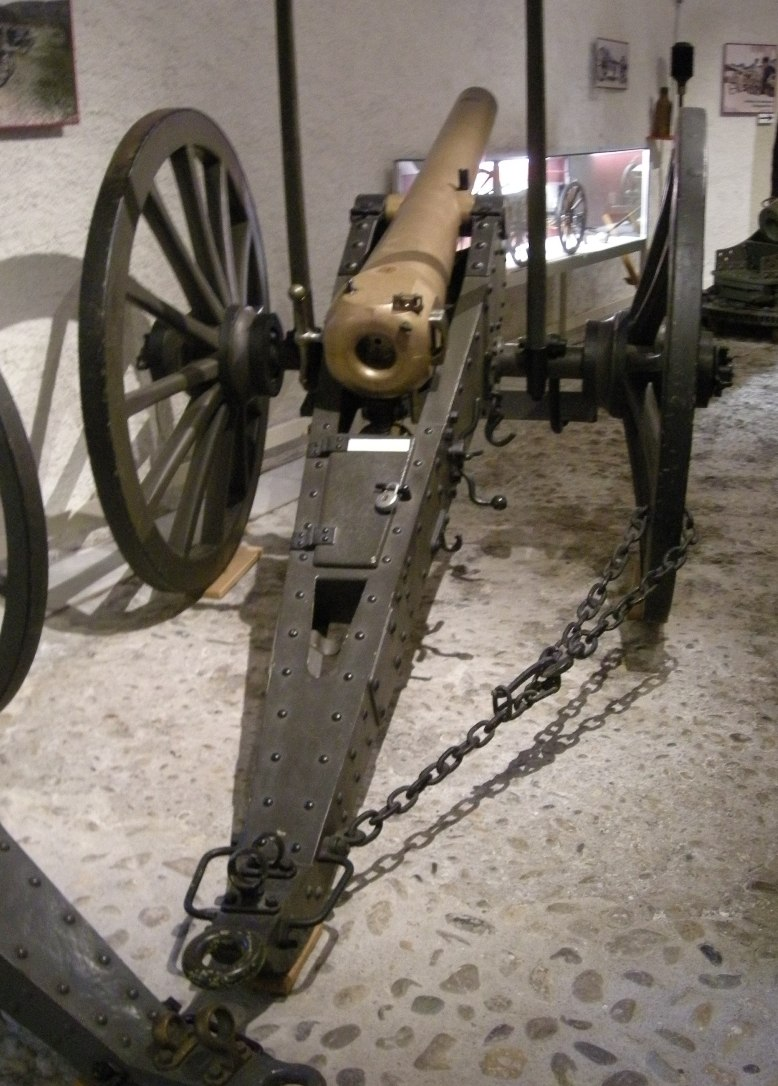
Der Vorgänger, 8,4-cm-Feldkanone Ord 1871, Standort: Waadtländisches Militärmuseum Morges, Schweiz
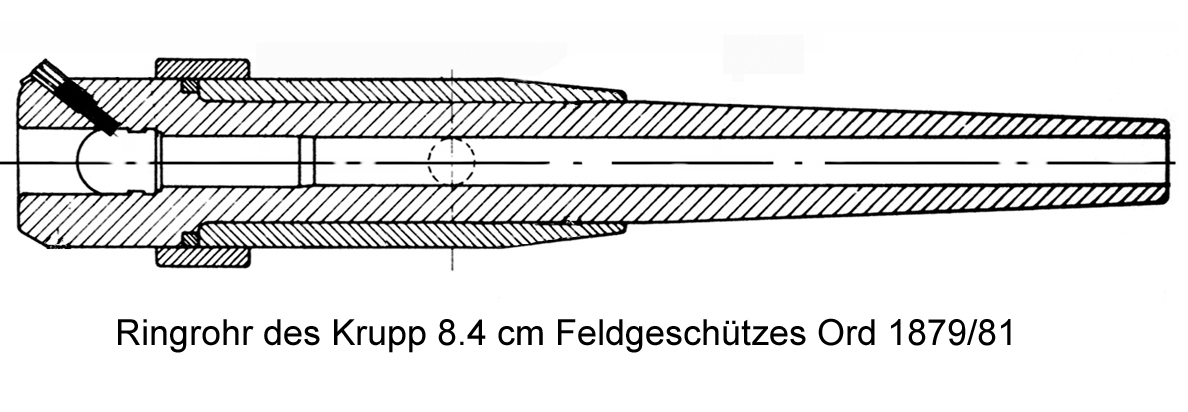
Ringrohr des 8,4-cm-Feldgeschützes 1879
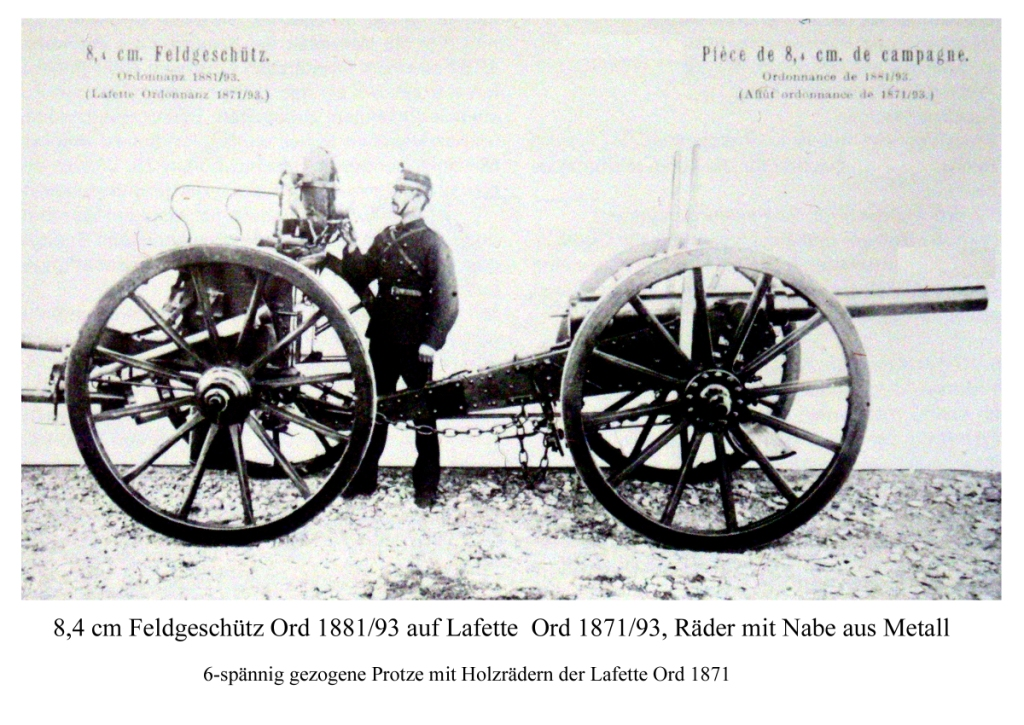
8,4-cm-Feldgeschütz mit Protze
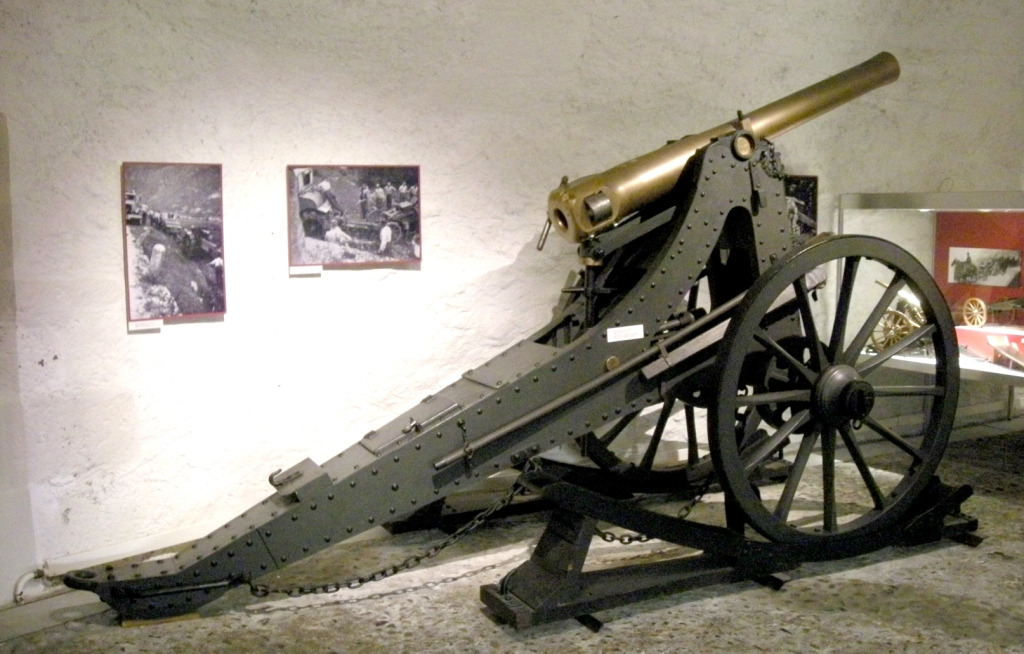
8,4-cm-Positionskanone 1887 L 25 mit Rohr aus Hartbronze (Standort Waadtländisches Militärmuseum Morges)
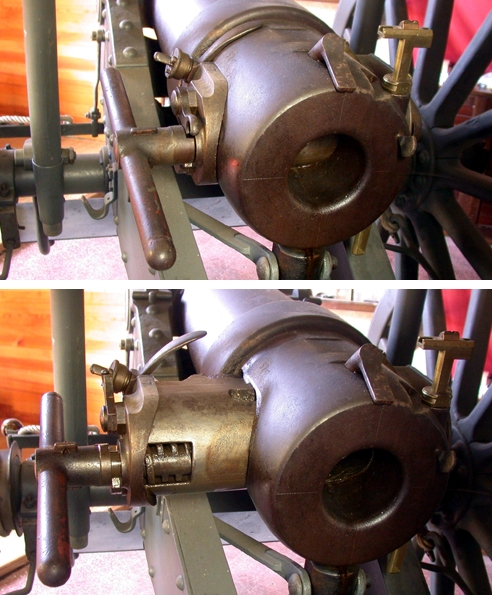
Rundkeilverschluss des 8,4-cm-Feldgeschützes 1879
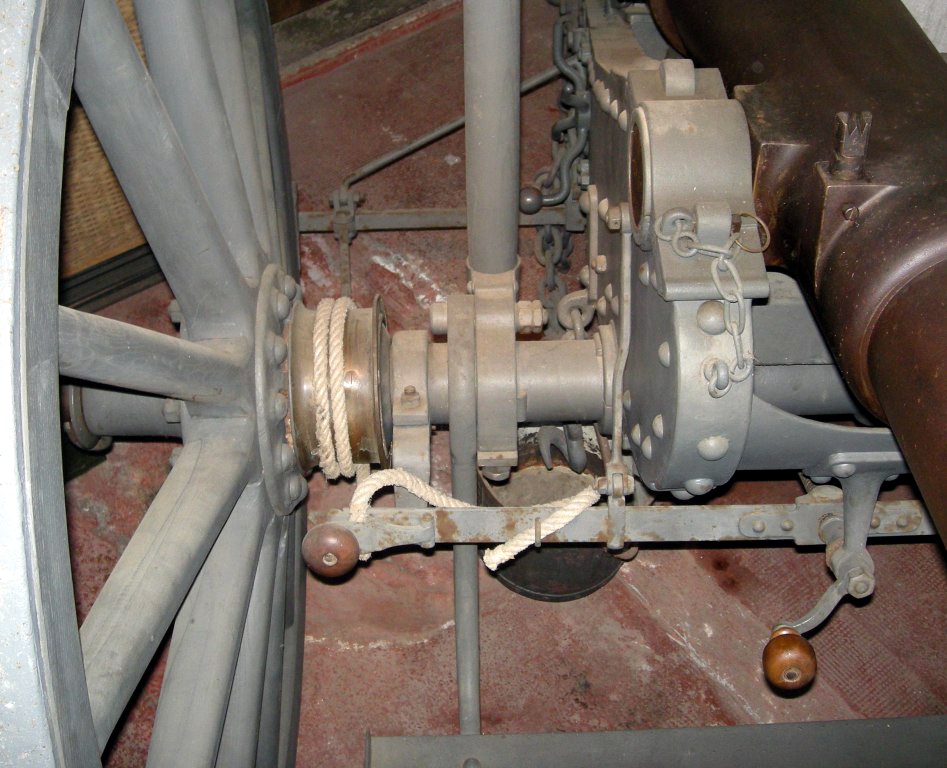
8,4-cm-Feldgeschütz, Rücklaufbremse System Lemoine
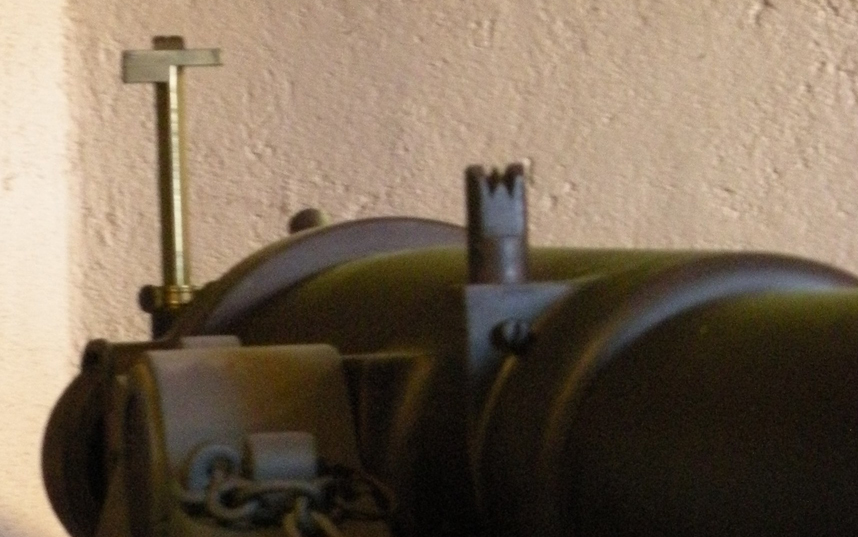
8,4-cm-Feldgeschütz, Direktzielvorrichtung
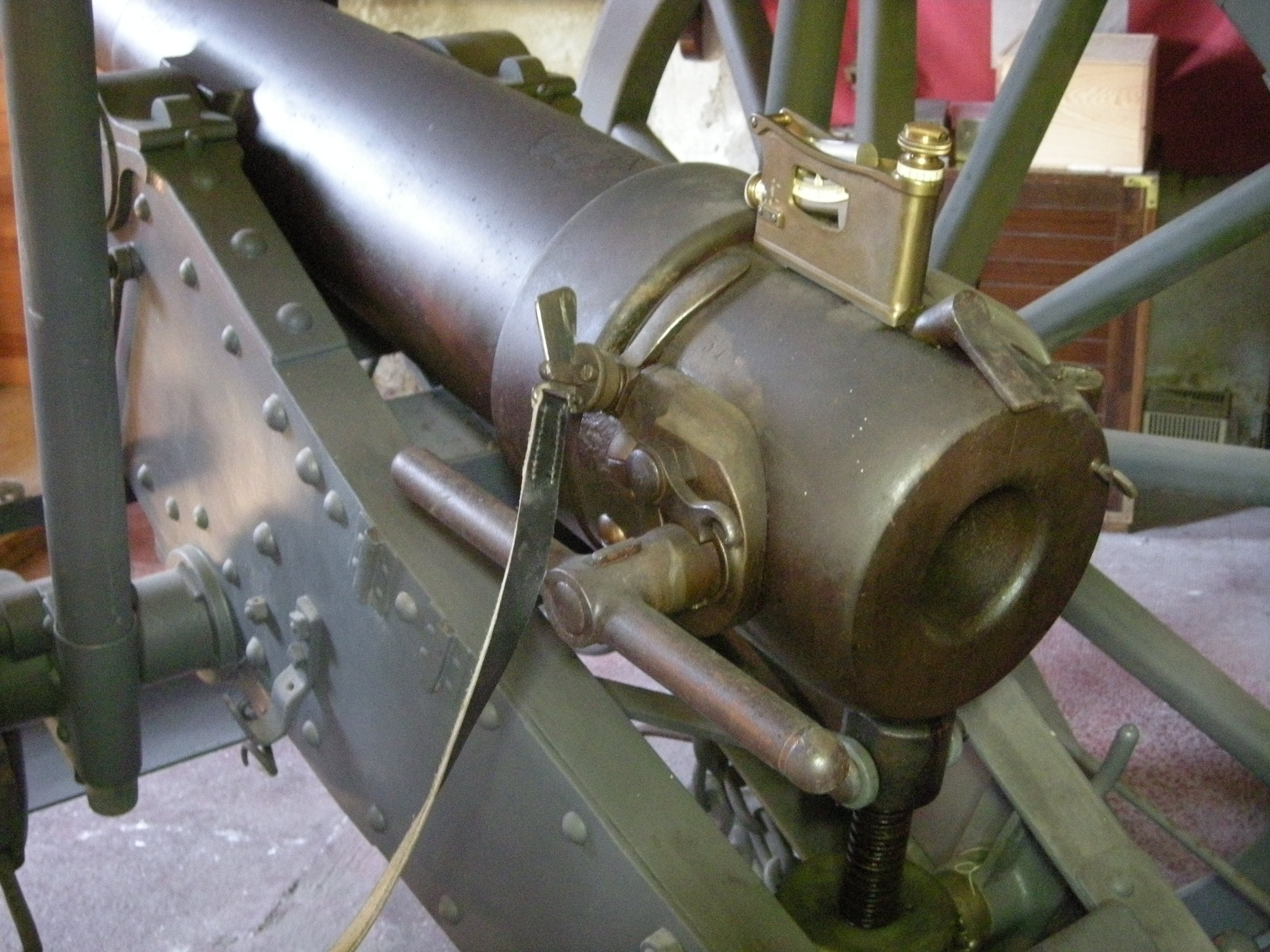
Corrodi-Quadrant Ord 1895, Abzugsleine am Verschluss
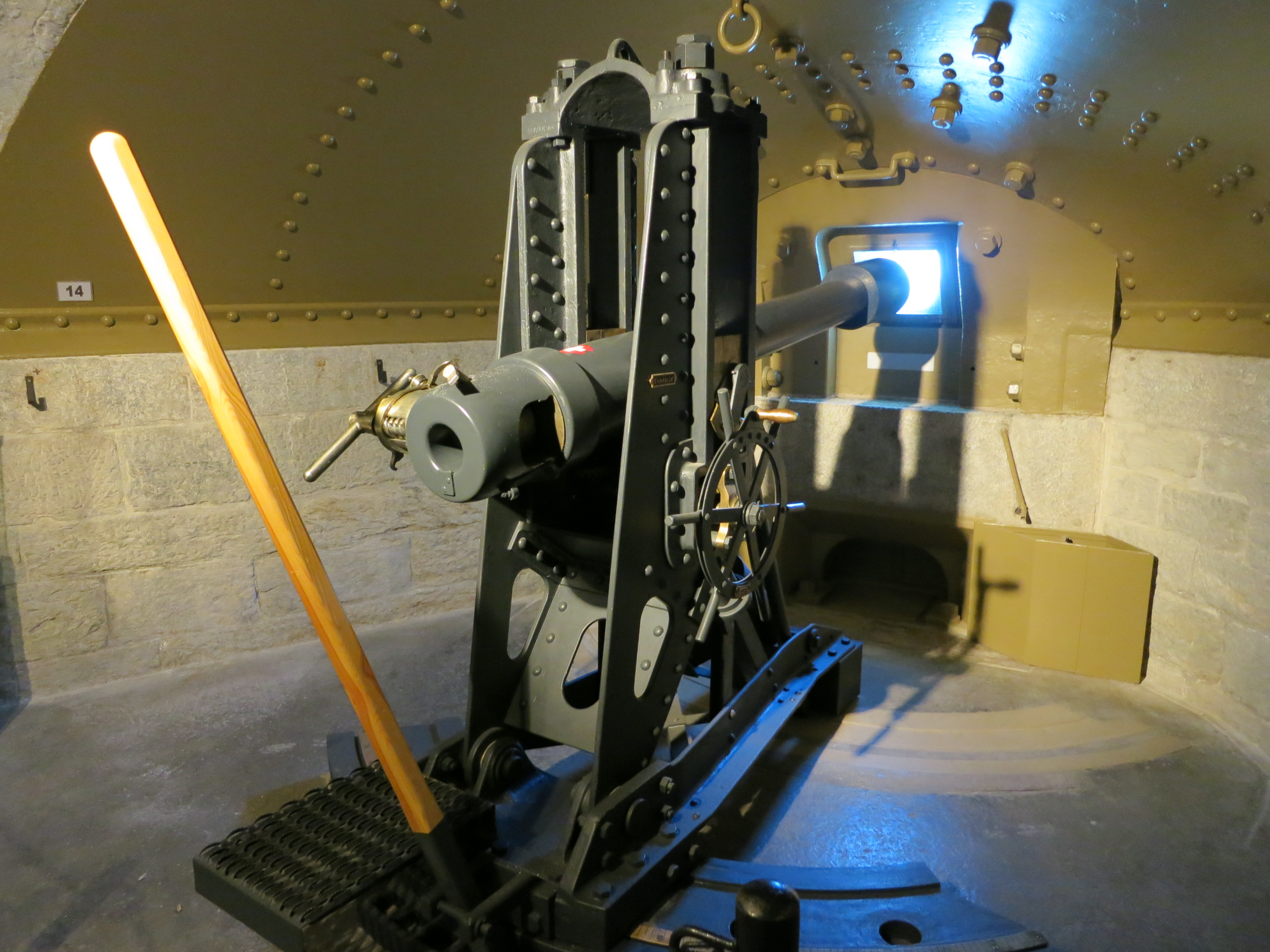
8.4-cm-Ringrohrkanone Modell 1880 auf Minimalschartenlafette, Fort Airolo